# Moneilema punctipennis
Moneilema punctipennis là một loài bọ cánh cứng trong họ Cerambycidae.